# VII Circoscrizione
La VII Circoscrizione è una suddivisione amministrativa del comune di Palermo.

## Geografia fisica
La VII Circoscrizione rappresenta la suddivisione amministrativa più a nord del capoluogo siciliano e, con un'estensione pari a 3 295,5 ettari, anche quella più ampia. Al suo interno rientrano tre promontori cittadini: il Monte Pellegrino, Capo Gallo e il Monte Billiemi, quest'ultimo confine naturale con il comune di Torretta.
La zona centrale corrisponde alla Piana dei Colli, vasta area compresa tra le falde occidentali del Monte Pellegrino e quelle meridionali di Capo Gallo, storicamente molto fertile poiché ricca di corsi d'acqua sotterranei.
Nel perimetro della circoscrizione rientra anche una vasto segmento della costa palermitana, comprendente i golfi di Mondello e Sferracavallo, oltre che una buona parte della fascia litoranea ai piedi del Monte Pellegrino, dove sorgono le borgate marinare dell'Arenella, di Vergine Maria e la frazione dell'Addaura. 

## Storia

### Preistoria
Testimonianze di comunità preistoriche sono state rinvenute nelle grotte del Monte Pellegrino, Billiemi e Capo Gallo. Si trattava di tribù del Paleolitico superiore, insediatesi stabilmente nelle cavità dei promontori per via delle favorevoli condizioni ambientali. Durante l'età del rame le comunità si spostarono nelle aree pianeggianti ai piedi delle montagne, come dimostrato dalla scoperta di villaggi e necropoli nelle zone corrispondenti alle attuali Valdesi - parte della frazione di Mondello - e Partanna. 

### Dall'età antica all'età moderna
Le prime borgate ad essere sorte nel territorio della circoscrizione sono state quelle marinare, sviluppatesi in modo indipendente seppur accomunate da una fiorente economia legata alla pesca e alla ricchezza del suolo. La vasta campagna della Piana dei Colli risulta essere stata destinata ad attività agro-pastorali almeno dal XII secolo, secondo quanto rilevato dalle testimonianze storiche che documentano la piantumazione del mirto, lo sfruttamento della foresta e la messa a dimora dei vigneti. 
Tra il XV e il XVII secolo il territorio venne segnato dai frequenti assalti dei corsari barbareschi ai danni delle coste siciliane: tale fenomeno condizionò in modo significativo lo sviluppo degli insediamenti nella zona dell'attuale circoscrizione, che tesero a concentrarsi in prossimità delle torri costiere difensive costruite dal Senato palermitano per far fronte alle incursioni. Nella Piana dei Colli, che alla luce delle sue dimensioni risultava più difficile da pattugliare, le uniche architetture presenti in tale spaccato storico erano quasi esclusivamente bagli, edifici fortificati caratteristici dell'Italia meridionale.
All'alba del XVIII secolo, essendo migliorate le condizioni di sicurezza, la piana venne scelta come luogo di villeggiatura suburbana dalla classe aristocratica, mossa da un forte interesse ad uscire dai confini delle antiche mura cittadine. Le ville nobiliari sorte nel corso del Settecento ebbero un ruolo fondamentale per il fenomeno insediativo extraurbano e diventarono un elemento di aggregazione per le comunità nate nelle loro vicinanze, ragione per cui le borgate di Pallavicino, Partanna e Tommaso Natale devono il loro nome alle rispettive dinastie che costruirono in tali aree le loro proprietà di villeggiatura. 

### Età contemporanea

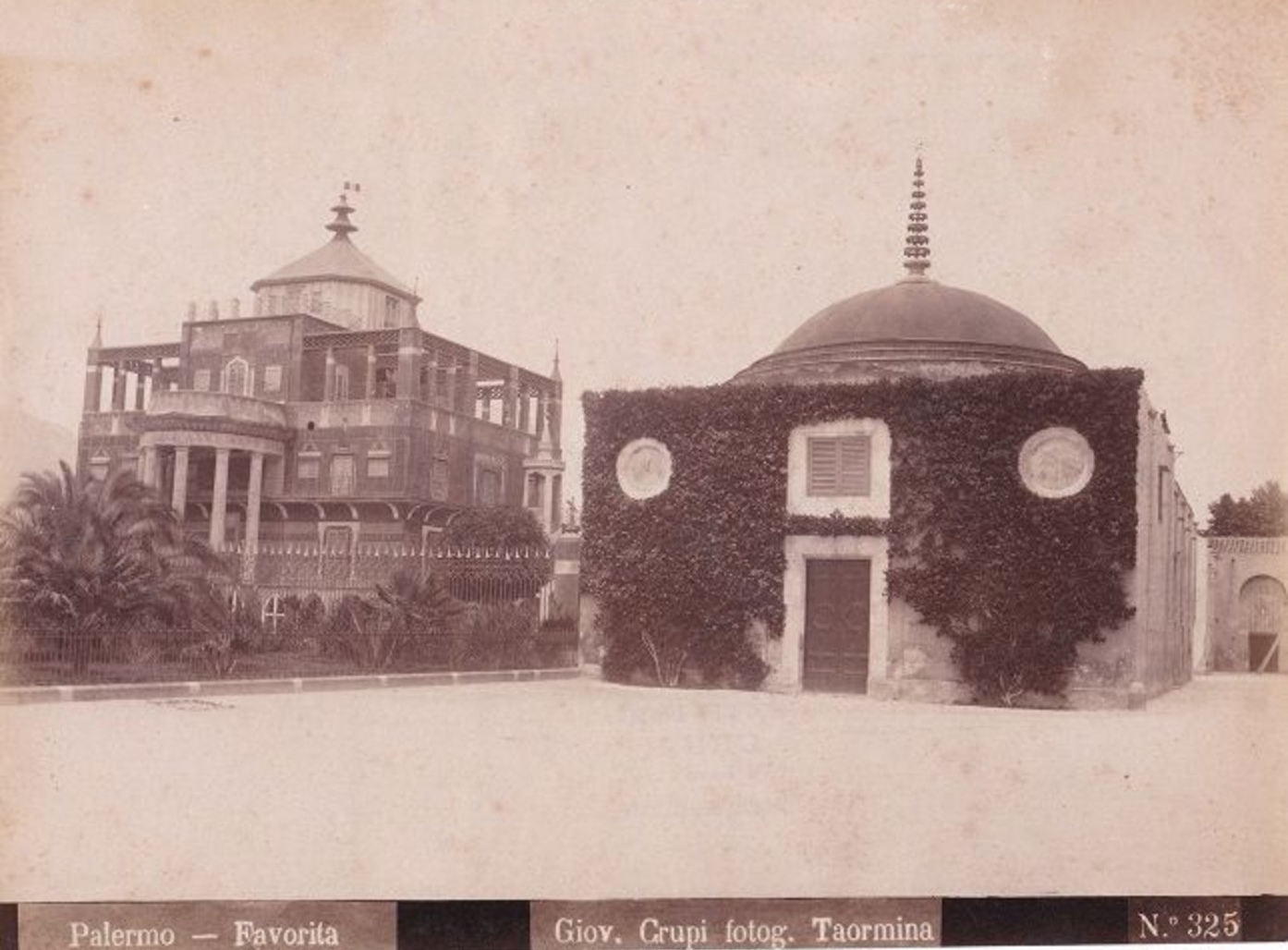
Palazzina Cinese fotografata da Giovanni Crupi, fine Ottocento

Nel 1799, il re Ferdinando IV di Borbone - trasferitosi a Palermo dopo aver abbandonato Napoli a causa dei moti rivoluzionari - fondò nella Piana dei Colli la Real Tenuta della Favorita, vasta riserva alle falde del Monte Pellegrino rivolta principalmente alle battute di caccia e alla sperimentazione agricola. 
Nel corso del XIX secolo continuò a manifestarsi l'interesse a espandere l'edilizia verso nord, così le borgate marinare e di campagna vennero aggregate ai mandamenti urbani esterni e si ebbe anche la fondazione dei quartieri della circoscrizione. Nel periodo successivo all'Unità d'Italia venne avviato un ulteriore processo espansionistico di Palermo, che ebbe come effetto la progressiva perdita d'identità degli antichi borghi e villaggi. La Favorita venne aperta al pubblico per ordine dei Savoia - divenuti nuovi proprietari della tenuta in seguito alla cacciata dei Borbone - e destinata ad attività sportive e mondane (fatta eccezione per i periodi della prima e della seconda guerra mondiale, in cui parte dell'area venne utilizzata per l'edificazione di caserme, depositi di armi e munizioni, nonché un hangar per dirigibili). 
All'inizio del XX secolo, la frazione di Mondello venne interessata da un'illuminata speculazione edilizia che la rese in poco tempo una meta d'élite nel panorama cittadino. Una società belga, che ancora oggi ha in concessione gran parte del litorale, riuscì ad ottenere nel 1909 un accordo con il comune per la costruzione di un nuovo quartiere destinato alla villeggiatura di lusso e di una linea tranviaria che collegasse agevolmente la frazione al centro di Palermo. Il nuovo sviluppo edilizio seguì i canoni della città giardino, con ampie aree residenziali circondate da cinture arboree, abbracciando i canoni estetici dello stile Liberty.
Negli anni Sessanta la circoscrizione subì i danni del sacco di Palermo, evento che stravolse con violenza la fisionomia architettonica dell'intera città. Il piano regolatore del 1962 provocò un degradamento del ricco territorio della Piana dei Colli, con l'eliminazione di un'ingente parte della superficie verde e un incremento dissennato della densità abitativa. Gli antichi sobborghi floreali settecenteschi vennero ridimensionati per far posto a palazzi e nuclei residenziali moderni, rivolti principalmente alla media e alta borghesia. Venne inoltre costruito lo ZEN (acronimo di Zona Espansione Nord, con cui si designa l'attuale quartiere San Filippo Neri), un vastissimo agglomerato urbano di case popolari che per l'estremo isolamento dal resto del territorio è tutt'oggi interessato da fenomeni di ghettizzazione, microcriminalità e infiltrazione mafiosa. Un ulteriore sfregio paesaggistico nella circoscrizione venne inferto con la lottizzazione illegittima di Pizzo Sella, una collina alle spalle della borgata di Partanna, la cui fisionomia è stata compromessa da colate di cemento per la realizzazione di centinaia di case unifamiliari, dichiarate abusive poco dopo l'inizio dei lavori e per tale motivo rimaste incompiute. L'estrema visibilità di Pizzo Sella dal mare rese tale collina un simbolo dell'infame amministrazione di Vito Ciancimino e Salvo Lima, eleggendosi a prova lampante del sodalizio tra criminalità organizzata, grandi imprese e mala politica, motivo per cui venne soprannominata dalla cronaca del tempo come "Mafia Hill" o "collina del disonore". In seguito, gli scheletri delle strutture sequestrate sono stati utilizzati per fondare un villaggio artistico incentrato sull'arte di strada.

## Monumenti e luoghi d'interesse

### Architetture civili

Uno dei saloni di Villa Igiea

- Antico Stabilimento Balneare, nel quartiere Partanna-Mondello
- Palazzina Cinese, nel quartiere Resuttana-San Lorenzo
- Palazzina dei Quattro Pizzi, nel quartiere Arenella-Vergine Maria
- Tonnara Bordonaro, nel quartiere Arenella-Vergine Maria
- Villa Boscogrande, nel quartiere Tommaso Natale-Sferracavallo
- Villa Castelnuovo, nel quartiere Resuttana-San Lorenzo
- Villa de Cordova[11], nel quartiere Tommaso Natale-Sferracavallo
- Villa De Simone - Wirtz[12], nel quartiere Partanna-Mondello
- Villa Igiea, nel quartiere Arenella-Vergine Maria
- Villa Lampedusa, nel quartiere Resuttana-San Lorenzo
- Villa Niscemi, nel quartiere Resuttana-San Lorenzo
- Villa Pantelleria, nel quartiere Resuttana-San Lorenzo
- Villa Partanna[13], nel quartiere Partanna-Mondello
- Villa Scalea[14], nel quartiere Partanna-Mondello
- Villa Sofia, nel quartiere Resuttana-San Lorenzo
- Villa Speziale[15], nel quartiere Pallavicino

#### Villini di Mondello

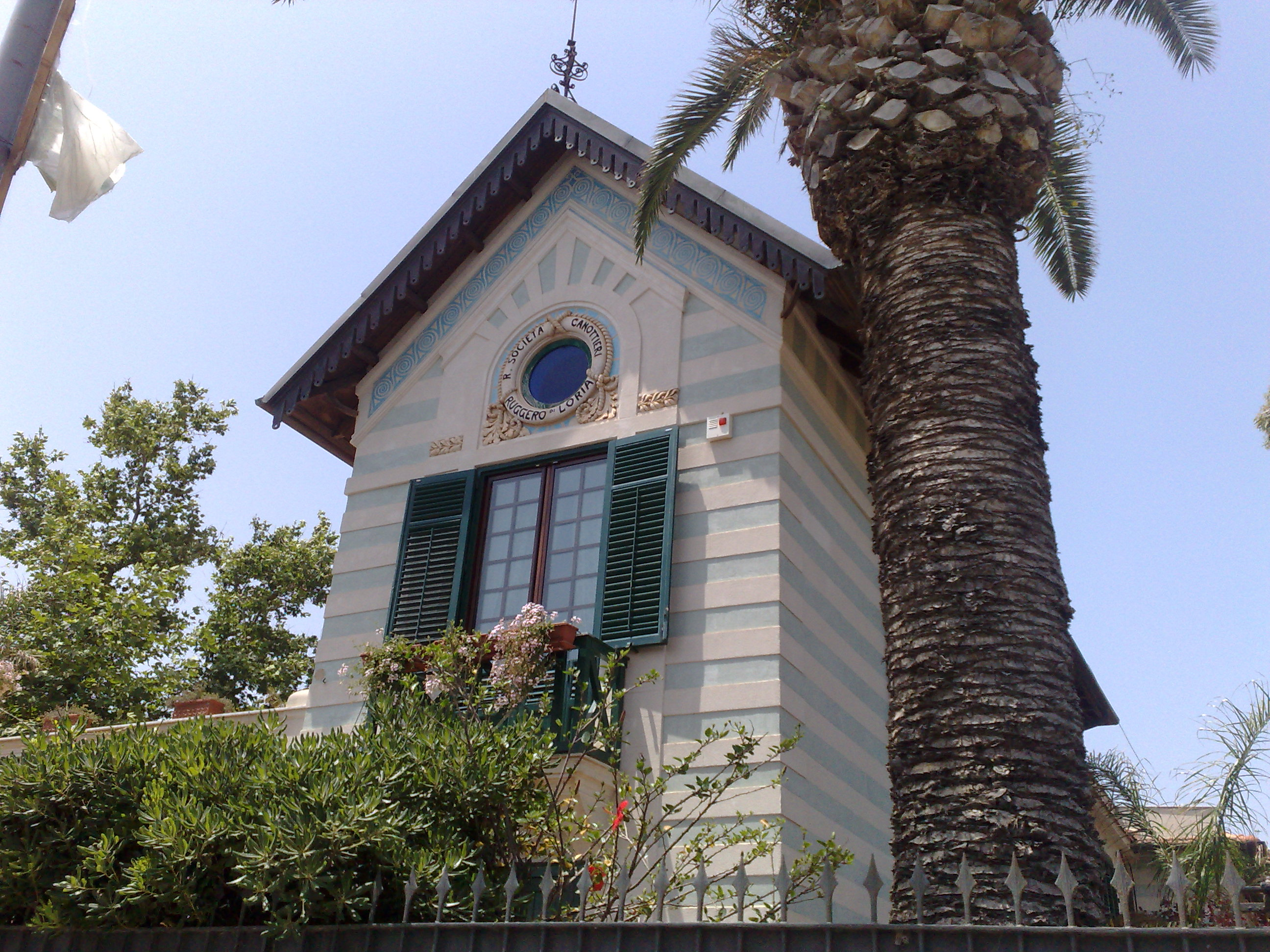
Villino Società Canottieri Roggero di Loria

Nella frazione di Mondello sono collocate alcune rilevanti testimonianze della scuola modernista palermitana, risalenti all'opera di sviluppo urbano che interessò la località nel Novecento e che coinvolse i migliori professionisti dell'epoca, tra cui l'architetto Ernesto Basile e l'ingegnere Salvatore Caronia Roberti, fino agli interventi più recenti ad opera dell'urbanista Giuseppe Samonà. L'edificazione di Mondello, redatta secondo i dettami della città-giardino di derivazione inglese, avvenne tramite la lottizzazione e la vendita di progetti di villini, la quasi totalità dei quali realizzati in stile Liberty. Tra questi: Villino Fernanda; Villino Franca; Villino Gregorietti; Villino Lentini; Villino Società Canottieri Roggero di Loria; e Villino Sofia.

### Architetture militari
Lungo la costa sono ancora presenti molte delle torri costruite a cavallo tra il XV e il XVIII secolo per difendersi dai corsari barbareschi, che oggi costituiscono una testimonianza del sistema di torri costiere della Sicilia. 
La prima nell'area della circoscrizione è stata la Torre del Rotolo, al confine tra la frazione dell'Addaura e la borgata di Vergine Maria, che aveva caratteristiche più rudimentali rispetto a quelle edificate in seguito. 
Nella frazione Mondello se ne trovano due, note rispettivamente come Torre della Tonnara e Torre del Fico d'India: la prima sorge in quello che ai tempi era il centro della borgata marinara, aveva un carattere prettamente difensivo ed era collegata al complesso di pesca locale, non più presente; la seconda, successiva, è stata costruita nello sperone di roccia che chiude a ovest il golfo, era impiegata per l'avvistamento e risulta essere la torre in posizione più avanzata sul mare di tutta la regione. 
Le torri di Sferracavallo sono state danneggiate nel tempo; inoltre, delle quattro originarie, due sono andate distrutte in seguito ai lavori di tracciamento dell'autostrada A29. 

### Siti archeologici
- Grotta dell'Addaura

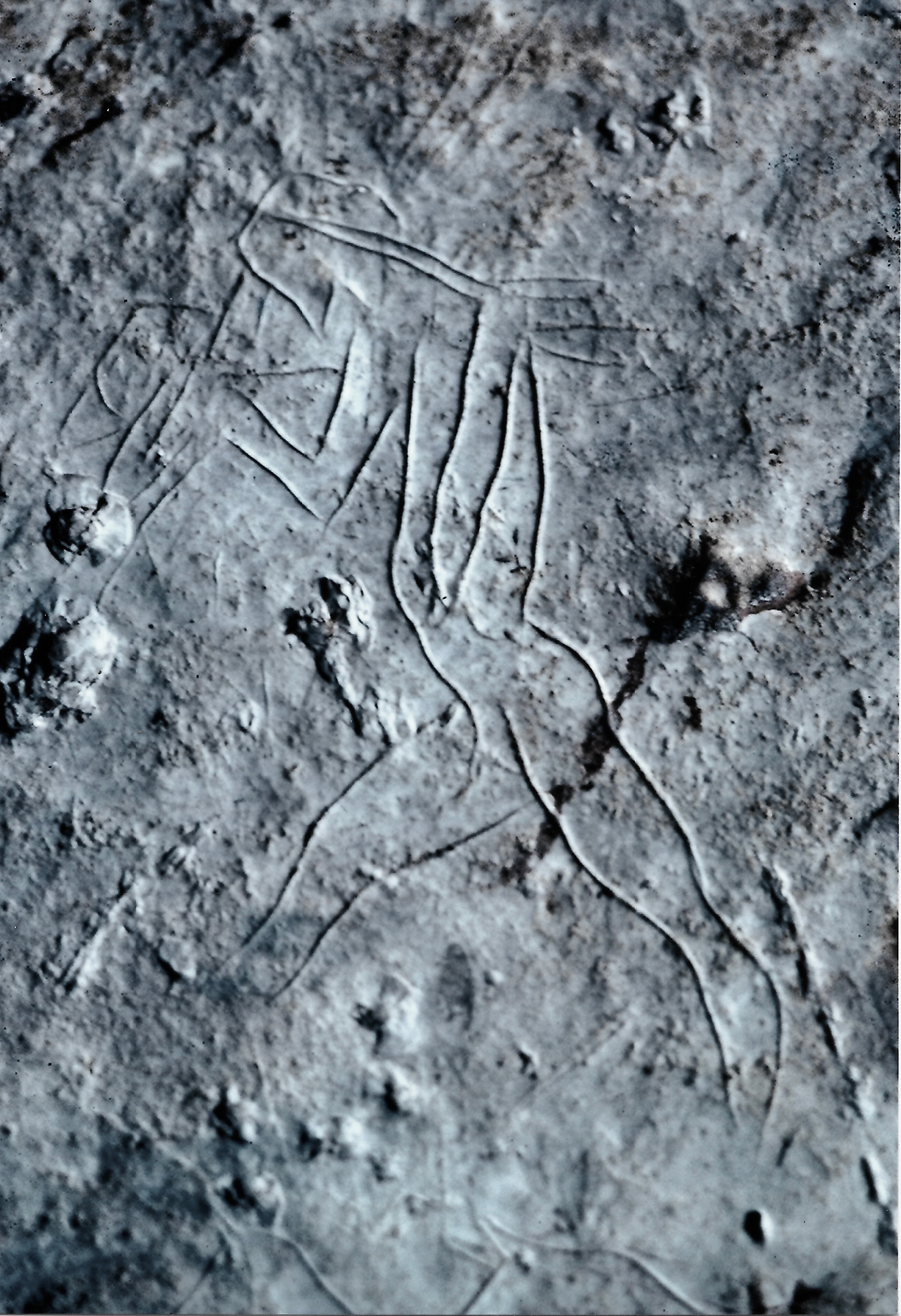
Personaggio delle incisioni rupestri nella Grotta Addaura II

- Comprensorio della Marinella/Capo Gallo

### Aree naturali

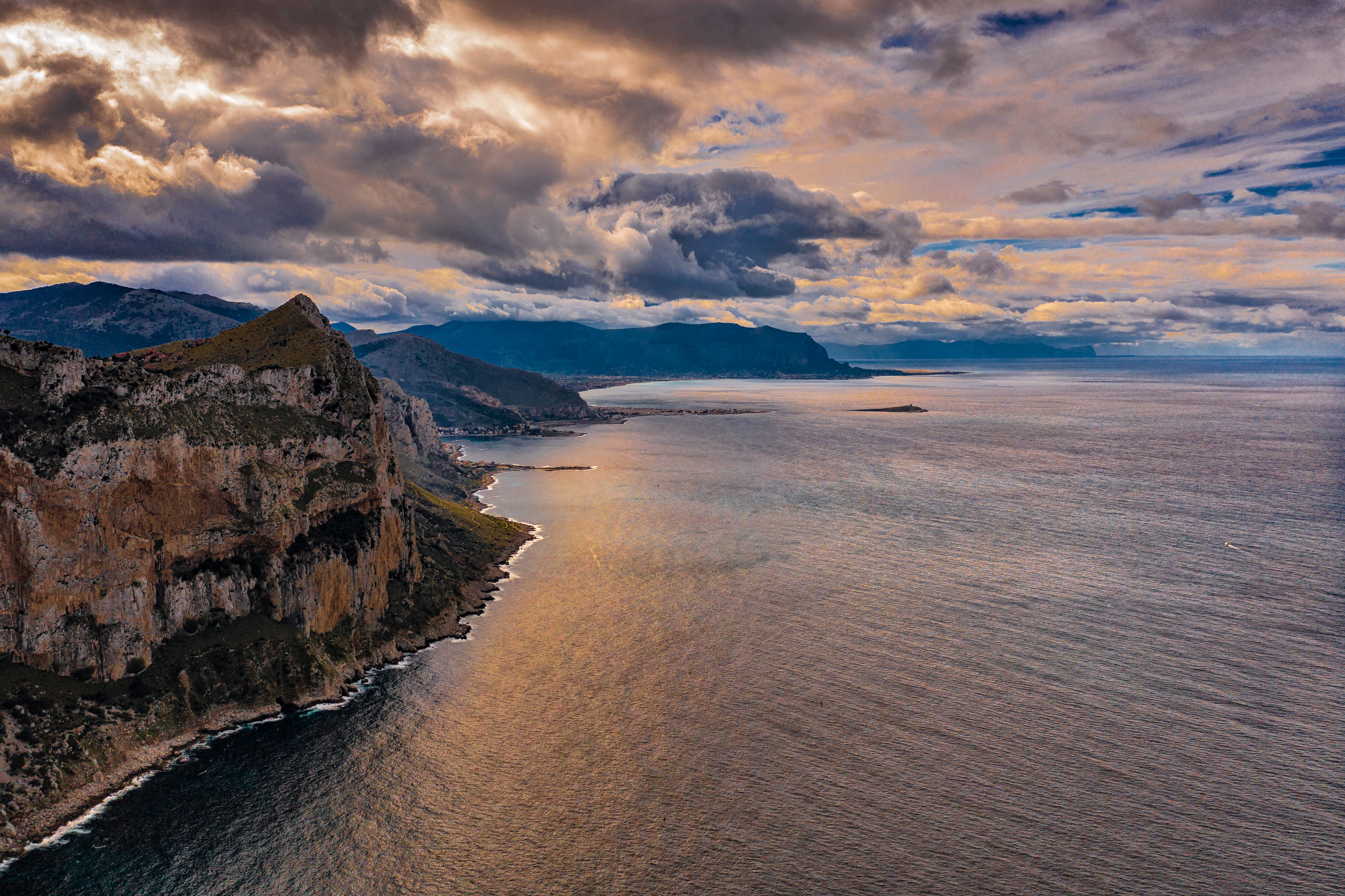
Falesie di Capo Gallo

- Area naturale marina protetta Capo Gallo - Isola delle Femmine
- Parco della Favorita
- Riserva naturale orientata Capo Gallo
- Riserva naturale orientata Monte Pellegrino

## Società

### Sedi istituzionali
Sede principale:
- via Eleonora Duse, 31

Sedi decentrate:
- Arenella Vergine Maria – Piazza Pottino, 1 (Sita all'interno Ex Chimica Arenella);
- Pallavicino – Via G. Spata;
- Partanna Mondello – Piazzetta della Serenità, 5;
- Tommaso Natale Sferracavallo – Via Sferracavallo, 146/a

## Geografia antropica

### Urbanistica
Essendo costituita in buona parte dall'unione di varie borgate, sviluppatesi autonomamente per poi essere inglobate nel tessuto urbano tramite l'espansione della città verso nord, la VII Circoscrizione non presenta un assetto urbanistico unitario, bensì è composta da diversi centri e piazze aggreganti. Oggi, l'area mostra la pesante influenza della massiccia attività edificatoria che coinvolse l'intero capoluogo tra gli anni '50 e '60, durante il cosiddetto sacco di Palermo. Al suo interno sorgono buona parte dei quartieri medio-borghesi della città.

### Morfologia

#### Quartieri
- Arenella-Vergine Maria
- Pallavicino
- Tommaso Natale-Sferracavallo
- Partanna-Mondello

#### Unità di Primo Livello
- Arenella
- Vergine Maria
- Patti-Villaggio Ruffini
- Pallavicino
- San Filippo Neri
- Tommaso Natale-Cardillo
- Sferracavallo
- Partanna-Mondello

#### Frazioni
- Addaura
- Mondello
- Sferracavallo

## Economia

### Agricoltura
Sebbene la campagna della Piana dei Colli abbia costituito per secoli uno dei principali agri coltivati della città di Palermo, le attività legate allo sfruttamento della terra hanno subito un brusco declino a partire dalla seconda metà del XX secolo, in primo luogo a causa dell'espansione urbana che ha interessato le principali città italiane dal secondo dopoguerra in poi, consumando il suolo di gran parte dei territori comunali. Lo spazio destinato al verde agricolo rappresenta oggi il 21% della superficie non edificata, con il restante 79% catalogato come verde storico.

### Industria
Nel corso del Novecento, il territorio venne interessato dalla fondazione di alcune realtà industriali che registrarono notevoli successi, in certi casi anche nel panorama internazionale. La prima tra queste fu l'industria chimica dell'Arenella, nata nel 1909 dalla collaborazione tra un gruppo di imprenditori tedeschi e italiani, tra cui la famiglia Florio. Durante la Grande Guerra e nel periodo immediatamente successivo, lo stabilimento divenne il maggiore produttore di acido citrico in Europa, nonché un importante esportatore di beni e materie prime verso la Germania in seguito allo scoppio del secondo conflitto mondiale. La Chimica Arenella cessò qualsiasi attività nel 1989, dopo un periodo di forte crisi a causa delle cattive amministrazioni susseguitesi nel dopoguerra.
Negli anni Cinquanta, una zona limitrofa al borgo di Partanna, nel quartiere di Partanna-Mondello, venne destinata ad area industriale con la conseguente istituzione di diverse attività produttive, tra cui si distinse il Cotonificio Siciliano, inaugurato nel 1952. In tale periodo la coltura del cotone era ampiamente diffusa in Sicilia e l'industria per la sua lavorazione godette di un forte successo per circa un ventennio, venendo messa in crisi alle porte degli anni Settanta dalla diffusione delle fibre chimiche, che portarono l'opificio di Partanna alla chiusura definitiva.
Gli anni Sessanta videro la fondazione, al confine tra il quartiere di Partanna-Mondello e di Tommaso Natale-Sferracavallo, di uno stabilimento della S.I.Be.G. per conto della Coca-Cola Company. L'attività cessò agli inizi del III millennio e la struttura venne del tutto demolita nel 2012. 

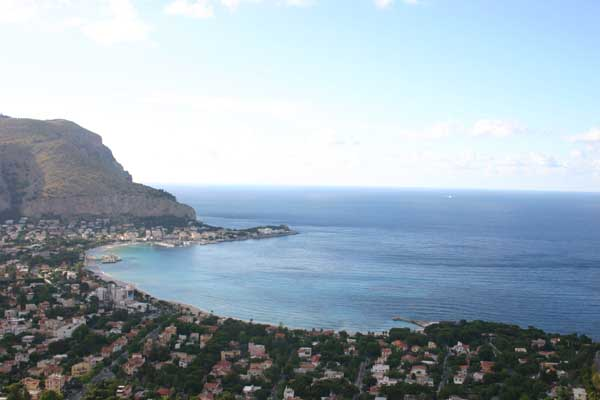
Golfo di Mondello da Monte Pellegrino

### Turismo
La frazione litoranea di Mondello rappresenta una delle mete turistiche più influenti del capoluogo siciliano, in modo particolare nella stagione estiva, essendo considerata la principale stazione balneare di Palermo e uno dei lidi maggiormente noti in Sicilia. Sebbene l'area rappresenti oggi una zona quasi esclusivamente residenziale, negli anni si è assistito ad una progressiva intercettazione dei massicci flussi turistici attraverso la conversione di numerose abitazioni in ben and breakfast e case per vacanze. 

## Infrastrutture e trasporti
La circoscrizione è collegata alla circonvallazione di Palermo (o viale della Regione Siciliana) e, tramite essa, alle autostrade A29 e A19. Un tratto di costa è attraversato dalla strada statale 113 Settentrionale Sicula. 
Le stazioni di Tommaso Natale e Sferracavallo sono percorse dal passante ferroviario di Palermo, che collega diversi quartieri della città all'aeroporto di Palermo-Punta Raisi. 

## Sport

### Impianti sportivi
- Diamante Fondo Patti, nel quartiere Partanna-Mondello
- Ippodromo della Favorita, nel Parco della Favorita
- Palasport Fondo Patti, nel quartiere Partanna-Mondello
- Stadio Renzo Barbera, nel quartiere Resuttana-San Lorenzo
- Velodromo Paolo Borsellino, nel quartiere Pallavicino